# Neosilurus
Neosilurus is een geslacht van straalvinnige vissen uit de familie van de koraalmeervallen (Plotosidae).

## Soorten
- Neosilurus ater (Perugia, 1894)
- Neosilurus brevidorsalis (Günther, 1867)
- Neosilurus coatesi (Allen, 1985)
- Neosilurus equinus (Weber, 1913)
- Neosilurus gjellerupi (Weber, 1913)
- Neosilurus gloveri Allen & Feinberg, 1998
- Neosilurus hyrtlii Steindachner, 1867
- Neosilurus idenburgi (Nichols, 1940)
- Neosilurus mollespiculum Allen & Feinberg, 1998
- Neosilurus novaeguineae (Weber, 1907)
- Neosilurus pseudospinosus Allen & Feinberg, 1998